# Вриштећи длакави оклопник
Chaetophractus vellerosus је сисар из реда Cingulata и фамилије Dasypodidae.

## Угроженост
Ова врста је наведена као последња брига, јер има широко распрострањење и честа је врста.

## Распрострањење
Ареал врсте покрива средњи број држава. Врста има станиште у Аргентини, Боливији, Чилеу и Парагвају.